# Низки (Могилёвская область)
Низки (бел. Нізкі) — деревня в Кричевском районе Могилёвской области Белоруссии. Входит в состав Бельского сельсовета.

## География
Деревня находится в северо-восточной части Могилёвской области, в пределах Оршанско-Могилёвской равнины, на правом берегу реки Белянки, на расстоянии примерно 5 километров (по прямой) к северо-западу от Кричева, административного центра района. Абсолютная высота — 168 метров над уровнем моря.

## История
В конце XVIII века деревня входила в состав Мстиславского воеводства Великого княжества Литовского.
Согласно «Списку населенных мест Могилёвской губернии» 1910 года издания населённый пункт входил в состав Малятичской волости Чериковского уезда Могилёвской губернии. В деревне имелось 20 дворов и проживало 112 человек (55 мужчин и 57 женщин).
27 сентября 2024 года Лобковичский сельсовет Кричевского района Могилёвской области переименован в сельсовет «Бельскі» (на русском языке – «Бельский»).

## Население

### Численность
- 2009 год — 50 жителей

### Динамика
- 2009 год — 50 жителей